# Пугачёв (поэма)
«Пугачёв» — драматическая поэма Сергея Есенина, рассказывающая о Емельяне Пугачёве. Впервые опубликована в 1921 году с посвящением Анатолию Мариенгофу, считается одним из наиболее значительных произведений Есенина. Некоторые исследователи видят в поэме отклик на современные автору события — в частности, на антибольшевистские крестьянские восстания.